# Asociación Wagneriana de Barcelona

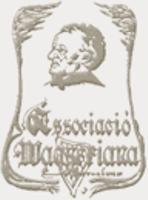
Logotipo de la Asociación Wagneriana

La Asociación Wagneriana de Barcelona (en catalán: Associació Wagneriana de Barcelona) es una entidad dedicada a la difusión de la obra de Richard Wagner ubicada en la ciudad de Barcelona (España). Fue fundada en 1901.

## Historia y dedicación
En Cataluña, la música tuvo gran relevancia durante el siglo XIX, como un elemento más del renacimiento cultural desarrollado por la Renaixença. Ello conllevó a la creación en 1844 de la Sociedad Filarmónica de Barcelona, del Gran Teatro del Liceo en 1847, del Conservatorio Municipal de Música de Barcelona en 1886, del Orfeón Catalán en 1891 y del Palacio de la Música Catalana en 1908. En esa época se recibieron desde Europa múltiples influencias, desde los últimos vestigios del Romanticismo —en Cataluña gozó de mucho éxito en especial la ópera italiana de Rossini, Bellini, Verdi y Donizetti—, pasando por la singular figura de Richard Wagner, hasta llegar al impresionismo musical de Debussy y Ravel. Por otro lado, en estos años fueron surgiendo en diversos países escuelas nacionales que impulsaron el renacer cultural y musical de sus respectivas naciones en lo que se vino a denominar nacionalismo musical, que, dentro de la música catalana, estuvo representado por Felipe Pedrell, Isaac Albéniz y Enrique Granados.
Wagner en especial gozó de un enorme éxito en la Ciudad Condal, por lo que surgió la iniciativa de crear una asociación para difundir su obra. Los promotores fueron el crítico y musicólogo Joaquim Pena, el director de orquesta Antoni Ribera, el poeta Jeroni Zanné, el dramaturgo Salvador Vilaregut, el crítico musical Rafael Moragas, el médico Lluís Suñé y el médico y músico Amali Prim, quienes fundaron la asociación el 12 de octubre de 1901 en el restaurante Els Quatre Gats.
La asociación promovió conciertos, conferencias y la edición de obras dedicadas al compositor alemán, así como la traducción de los libretos de sus óperas. Entre los libros editados se encontraban dos del propio Wagner: Música del porvenir y El arte y la revolución. También editó las partituras reducidas a piano y canto y con texto en catalán de Lohengrin (1906), Los maestros cantores de Núremberg (1907), Tannhäuser (1908), Tristán e Isolda (1910) y Parsifal (1929). En 1907 promovieron la visita a la ciudad de Siegfried Wagner. En 1913, la asociación organizó un festival conmemorativo del centenario del nacimiento de Wagner en el Palacio de la Música Catalana.
La asociación fue disuelta en 1942 por el régimen franquista debido a su filiación catalanista. Fue refundada en los años 1970 por Jordi Mota y María Infiesta.
La entidad está afiliada a la Richard Wagner Verband International, con sede en Bayreuth.